# Golernio
Golernio es una localidad del municipio burgalés de Condado de Treviño, en la Comunidad Autónoma de Castilla y León (España). 

## Localidades limítrofes
Confina con las siguientes localidades:
- Al noreste con Doroño.
- Al este con Arrieta.
- Al sur con Busto de Treviño.
- Al oeste con Ocilla y Ladrera.
- Al noroeste con Zurbitu.

## Demografía
Evolución de la población
| Gráfica de evolución demográfica de Golernio entre 2000 y 2017     |
|                                                                    |
| Población de derecho (2000-2017) según el padrón municipal del INE |

## Historia
Así se describe a Golernio en el tomo VIII del Diccionario geográfico-estadístico-histórico de España y sus posesiones de Ultramar, obra impulsada por Pascual Madoz a mediados del siglo XIX:

Aldea en la provincia, audiencia territorial y capitanía general de Burgos (14 leguas), partido judicial de Miranda de Ebro (3), ayuntamiento de Treviño (1) y diócesis de Calahorra (16); Situada en un llano y sitio muy cenagoso, con una grande altura al E; su clima es sano, reina generalmente el viento N, y las enfermedades que con más frecuencia se padecen son los constipados. Cuenta 9 casas; 4 fuentes abundantes dentro de la población y muchas en el término, siendo por lo regular gruesas las aguas de todas ellas, una iglesia parroquial (la Asunción) bastante capaz y hermosa, pero húmeda, servida por un cura y un sacristán. Confina el término N Zumelzu; E Arrieta; S Zurbitu, y O Treviño. El terreno aunque muy húmedo es sin embargo de buena calidad, en especial para trigo, habiendo al N un monte poblado de encinas, robles y algunas hayas, el cual cuidándolo con esmero produce leña suficiente para el surtido del vecindario. Caminos: los vecinales y el que dirige a Vitoria, de cuya ciudad se recibe la correspondencia por el valijero de Treviño los lunes, jueves y sábados, saliendo los mismos días. Producciones: trigo, cebada, avena y patatas; ganado lanar, vacuno, mular y caballar; y caza de perdices y liebres. Industria: la agrícola y un molino harinero. Población: 7 vecinos, 26 almas. Capital productivo: 9.400 reales. Imponible: 361.
Diccionario geográfico-estadístico-histórico de España y sus posesiones de Ultramar

## Cultura

### Patrimonio material
- Iglesia de Nuestra Señora de la Asunción.[3][4][5]De origen románico, muy reformada en épocas posteriores, en las que se introdujeron diversos elementos góticos y barrocos. Planta rectangular de una sola nave cuya anchura disminuye en el ábside, que conserva una ventana de la primitiva fábrica románica. Retablo mayor churrigueresco y laterales rococós.[4]